# شهرستان ماتیوو-کورگانسکی
شهرستان ماتیوو-کورگانسکی (به لاتین: Matveyevo-Kurgansky District) یک شهرستان در روسیه است که در استان روستوف واقع شده‌است.